# Edson Buddle
Edson Michael Buddle, född 21 maj 1981, är en amerikansk fotbollsspelare som senast spelade för Colorado Rapids i Major League Soccer. Buddle är döpt efter Edson Arantes do Nascimento, mer känd som Pelé.
Buddle började sin karriär i Nordamerika år 2000 i Long Island Rough Riders, som då spelade i A-League. Han tillbringade sen år 2001–2010 i Major League Soccer, spelandes för Columbus Crew, New York Red Bulls, Toronto FC samt Los Angeles Galaxy. Därefter blev det ett år i tyska FC Ingolstadt 04, som spelade i 2. Fußball-Bundesliga, innan han återvände till Los Angeles. Buddle har även spelat för USA:s fotbollslandslag, vilka han spelade två matcher för vid fotbolls-VM 2010.